# Ten Years and Running
Ten Years and Running es un álbum recopilatorio del grupo estadounidense de punk rock MxPx. Fue lanzado el 21 de mayo de 2002 por Tooth & Nail Records y cuenta con diecinueve pistas, grabadas entre el 28 de febrero y el 2 de marzo de 2002 (pistas 1, 2 y 3), y entre 1994 y 2001 (pistas 4 a 19).

## Antecedentes
El álbum abarca la carrera de MxPx, en su mayoría de los lanzamientos de Tooth & Nail Records, pero incluye una canción de los lanzamientos de Slowly Going the Way of the Buffalo (1998), The Ever Passing Moment (2000) y The Broken Bones (2000) de A&M Records; y The Renaissance EP (2001) de Fat Wreck Chords.
La banda autoprodujo una regrabación de «Punk Rawk Show» y dos nuevas canciones, «My Mistake» y «Running Away», para la compilación, realizando un vídeo musical para «My Mistake». Tim Palmer mezcló todas las canciones, excepto «My Life Story» y «The Broken Bones».
El álbum no es un álbum de álbum de grandes éxitos, ya que omite los sencillos más conocidos de MxPx «Responsibility» y «I'm OK, You're OK», pero se considera una retrospectiva de los primeros diez años de la banda. El folleto que acompaña al CD presenta muchas fotografías inéditas de la banda y una cronología detallada de los momentos de su carrera.

## Lista de canciones
| CD    |                             |          |  |
| N.º   | Título                      | Duración |  |
| 1.    | «Punk Rawk Show»            | 2:26     |  |
| 2.    | «My Mistake»                | 2:06     |  |
| 3.    | «Running Away»              | 2:37     |  |
| 4.    | «Chick Magnet»              | 3:12     |  |
| 5.    | «Want Ad»                   | 1:24     |  |
| 6.    | «Tomorrow's Another Day»    | 2:47     |  |
| 7.    | «Doing Time»                | 1:24     |  |
| 8.    | «The Broken Bones»          | 2:12     |  |
| 9.    | «My Life Story»             | 2:43     |  |
| 10.   | «Teenage Politics»          | 2:50     |  |
| 11.   | «PxPx»                      | 1:08     |  |
| 12.   | «GSF»                       | 2:33     |  |
| 13.   | «Do Your Feet Hurt?»        | 3:10     |  |
| 14.   | «Let It Happen»             | 2:44     |  |
| 15.   | «Lonesome Town»             | 2:32     |  |
| 16.   | «Dolores»                   | 1:29     |  |
| 17.   | «Rock & Roll Girl»          | 2:06     |  |
| 18.   | «Move to Bremerton»         | 3:25     |  |
| 19.   | «Middlename» (Live version) | 3:29     |  |
| 46:16 |                             |          |  |

## Créditos
| MxPx - Mike Herrera — bajo, voz - Tom Wisniewski — guitarra, coros - Yuri Ruley — batería | Producción - Tim Palmer - mezclas |

## Historial de lanzamiento
| País   | Fecha              | Formato | Sello                |
| ------ | ------------------ | ------- | -------------------- |
| Varios | 21 de mayo de 2002 | CD      | Tooth & Nail Records |